# Christiane Fichtner
Christiane Fichtner (* 1974 in Tübingen) ist eine deutsche Künstlerin und Modistin. Zu ihren bekanntesten Werkgruppen gehören das „Heftarchiv/Loose Leaf Archive“, sowie das kollaborative „Projekt Biografie“.

## Leben
Christiane Fichtner absolvierte zunächst eine Ausbildung zur Modistin in Heidenheim und legte nach weiteren Gesellenjahren die Meisterprüfung bei der Modisten-Innung in Stuttgart ab. Anschließend studierte sie Modedesign an der Hochschule für Künste Bremen bei Istvan Ekrich. Ihre intensive Auseinandersetzung mit der Fragilität und Künstlichkeit der Mode führte sie zum Studium der Freien Kunst, das sie ebenfalls an der Hochschule für Künste Bremen abschloss. Stilistisch prägten sie Workshops bei Künstlerinnen wie Nan Goldin (Hochschule für Künste Bremen) und Elina Brotherus (Fotografie Forum Frankfurt). Fichtner war ein Jahr lang Meisterschülerin bei Rolf Thiele. Sie erlangte zwei Masterabschlüsse (Master of Fine Arts), einen in Modedesign und einen in Freier Kunst. Fichtner ist Mitglied des Bremer Künstlerinnenverbandes GEDOK und des BBK Bremen.
Seit 2005 ist sie als freischaffende Künstlerin tätig und hat an zahlreichen nationalen und internationalen Ausstellungen teilgenommen. Fichtner erhielt mehrere Stipendien und ist Lehrbeauftragte, unter anderem an der Hochschule für Künste Bremen, der Brandenburgische Technische Universität Cottbus-Senftenberg (BTU) und der Universität Paderborn.
Parallel zu ihrem Studium und ihrer künstlerischen Laufbahn arbeitete sie über zehn Jahre am Theater Bremen, wo sie als Hutmacherin, Kostümassistentin,  Bühnenmalerin und Garderobiere tätig war. Hervorzuheben ist ihre Mitarbeit an der Produktion „Die letzten Tage der Menschheit“ (1999–2005) im U-Boot-Bunker Valentin in Bremen-Farge, unter der Regie von Johann Kresnik. Seit 2010 arbeitet sie als Modistin für das Bayreuther Festspielhaus und verantwortet dort die Kopfbedeckungen für die jährlich neuen Inszenierungen, in Zusammenarbeit mit Kostümbildnern wie Andy Besuch, Meentje Nielsen, Klaus Bruns, Neo Rauch & Rosa Loy, Rainer Sellmaier und Sibylle Wallum.
Einen Großteil des Jahres verbringt Christiane Fichtner auf Reisen. Sie ist verheiratet und hat ihre Basis auf einem Bauernhof nahe Mannheim. Fichtner ist die Tochter des Arztes und Medizinhistorikers Gerhard Fichtner.

## Werk/Künstlerische Sprache
Christiane Fichtners künstlerisches Werk ist durch eine fluide Wechselwirkung zwischen verschiedenen Medien und Ausdrucksformen geprägt. Ihre Arbeiten entstehen nicht durch lineare Erzählstrukturen, sondern durch ein vielschichtiges System aus Materialien, Notizen und visuellen Codes, das sich in stetem Wandel befindet. Fichtners künstlerischer Ansatz zielt darauf ab, die Dynamik von Identität und die Vielschichtigkeit des Selbst zu hinterfragen, indem sie eine kontinuierliche Reflexion und einen Dialog zwischen der inneren und äußeren Welt initiiert.
Im Zentrum ihres Schaffens steht das „Heftarchiv/Loose Leaf Archive“, ein wachsendes System, das über 198 Hefte und 173 Notizbücher umfasst. Dieses Archiv fungiert als lebendiger Speicher ihrer Beobachtungen und Impulse. Es ist kein abgeschlossenes Werk, sondern ein dynamischer Prozess, der die Grundlage und das Reservoir ihrer künstlerischen Arbeiten bildet. Aus dem Heftarchiv/Loose Leaf Archive heraus werden Inhalte und Ideen extrahiert, die sich in Ausstellungen zu komplexen Gefügen verdichten und weiterentwickeln. In diesen Ausstellungen entfalten sich Fichtners Arbeiten nicht isoliert, sondern als integrale Bestandteile eines räumlichen Dialogs. Sie interagieren mit dem Raum, reagieren auf ihn und werden in ihm lebendig. Dabei bleibt der Entstehungskontext – verwurzelt im Heftarchiv – stets spürbar. Literarische Elemente und Handlungsanweisungen und Fragen vertiefen diesen Bezug und binden auch das Publikum aktiv in den künstlerischen Prozess ein. Installationen laden dazu ein, die Grenzen zwischen Kunst, Archiv und Lebenswirklichkeit immer wieder neu zu erforschen. So verschmilzt Fichtner die persönliche Reflexion mit der kollektiven Erfahrung und öffnet einen Raum für vielschichtige Interpretationen.
Das seit 2005 laufende „Projekt Biografie“ erforscht Identität als narratives und formbares Konstrukt. Anhand dreier Parameter – der eigene Name, das Geburtsjahr (1974) und der Beruf als Künstlerin – lädt Fichtner Menschen dazu ein, ihr einen Lebenslauf auf den Leib zu schreiben. Die entstehenden Texte bilden in kollektiver Prozessarbeit mit verschiedenen Teams die Grundlage für neue Ich-Konstruktionen, die die Projektionen und Kontexte aller Beteiligten miteinander verweben. Der auf disziplinübergreifendem Austausch basierende Arbeitsprozess, in dem Fichtner als Koordinatorin zwischen ihrer Rolle als Subjekt und Objekt agiert, spiegelt ihre Nähe zum Theater wider. Mit „Projekt Biografie“ schafft Fichtner ein Werk, das Authentizität und Inszenierung miteinander verschränkt und die Fluidität der eigenen Identität zum zentralen Thema erhebt. Es löst die traditionellen Grenzen zwischen Realität und Fiktion auf und regt das Publikum zur Reflexion über die Konstruktion des Selbst an.
Bisher wurden 37 Biografien mit über 100 Mitwirkenden realisiert. 2010 wurde das Projekt in einer Buchdokumentation veröffentlicht.

## Ausstellungen

### Einzelausstellungen (Auswahl)
- 2024 Hamburg Villa Magdalena K Viva La Vulva
- 2023 Bremen Galerie Herold Heftarchiv / Loose Leaf Archive
- 2019–2020 Bremen, ZGF, Frauenmuseum Daily Doings
- 2019 Bremen Atelierhaus Roter Hahn Jetzt, hier
- 2016 Salzburg/A, Stadtgalerie Lehen Biografie Projekt
- 2015 Riga/LV German Embassy Biography Project

### Gruppenausstellungen (Auswahl)
- 2024, Bern/CH, Bacio, A Letter from a Friend, Loveletter
- 2024 Ludwigshafen Rudolf-Scharpf-Galerie, Un_erhört Linienhäute[7]
- 2024 Bayreuth Neues Rathaus, Ausstellungshalle Every Seed is a Longing
- 2023 Mannheim Atelierhaus Altes Güteramt, mit Maximillian Bauer The Spirits that I called[8]
- 2022 Perth/WA Perth Centre For Photography, Collective Then, now and then
- 2022 Perth/WA Perth Centre For Photography, Clip Award 2022 Now, here
- 2021 Fremantle/WA Gallery East, Between the Sheets Scrapbook #191
- 2020 Bremen Künstlerhaus Güterbahnhof Daily Doings, Postcards
- 2018 Worpswede Projektraum “Eichenhof”, Im Ausnahmezustand Presence
- 2018 Geraldton/WA ACDC Gallery, Member exhibition shadow traces
- 2017 Ottersberg Kunstpreis Ottersberg Projekt Biografie

## Auszeichnungen/Stipendien (Auswahl)
- 2021 Bremen, Senator für Kultur, Stipendienförderung
- 2020 Bremen, Senator für Kultur, Katalogförderung
- 2018 Geraldton/WA, Arts&Cultural Development Council of Geraldton, Arbeitsstipendium
- 2015 Salzburg/A, Stadtatelier der Stadt Salzburg, Arbeitsstipendium[9]
- 2013 Greenough/WA, City of Greater Geraldton, Arbeitsstipendium
- 2013 Berlin, Senator für Kultur Bremen, Arbeitsstipendium
- 2011–2012 Stuttgart, Baden-Württemberg Stiftung, Reise- und Projektstipendium
- 2010 Riga/LV, Kulturaustausch Hansestadt Bremen, Arbeitsstipendium
- 2009 Ahrenshoop, Künstlerhaus Lukas, Arbeitsstipendium
- 2009 Stuttgart, Karin Abt-Straubinger Stiftung, Projektförderung

## Publikationen
- 2021 Heftarchiv/Loose Leaf Archive
- 2010 Projekt Biografie
- 2004 Notizen einer langsamen Bewegung[10]